# M.A.D.
M.A.D.는 일본의 댄스 유닛이다. 쟈니즈 사무소에 소속하는 쟈니즈 Jr.로 구성된다. 2000년 5월 결성되었다.

## 개요
- 댄스 유닛, Musical Academy의 이군으로서 Musical Academy Osaka와 함께 결성. 그룹명은 〈Musical Academy Dancing〉의 약어로, Musical Academy를 유래로 하고 있다. 주로 백 댄서로서 활동해, 아라시나 탓키&츠바사, NEWS의 콘서트 투어를 뒤따라 도는 것 외에, 소년대 주연의 〈PLAYZONE〉이나, 도모토 코이치 주연의 〈SHOCK〉 등, 무대 경험도 있다.
- 동생뻘의 그룹으로서 댄스 유닛 MADE가 있다. 또, 2006년 3월 무렵에, 칸사이 쟈니즈 Jr.에 의한 칸사이 M.A.D.가 결성되었다. Jr.BOYS는 유닛의 결성에 의해 2도 자연 소멸하고 있지만 재결성하고 있다, MADE는 일단 소멸 후 2008년 4월에 재결성, 칸사이 M.A.D.는 이미 해산하고 있다.
- 멤버인 코시오카 유키, 마츠자키 유스케, 후쿠다 유타, 타츠미 유다이는 Musical Academy의 마치다 싱고, 요네하나 츠요시와 함께 MA-Mix, 포유의 일원으로서 에다 츠요시, 야마모토 료타, 하야시 쇼타는 MADE의 타카하시 류와 함께 They 부도의 일원으로서 마츠모토 코타, 노다 유야, 이케다 유는 “MAD”를 결성하고 활동을 실시하고 있기 때문에 현재 이 그룹으로서의 활동은 휴지 상태가 되고 있다.

## 멤버
- 노다 유야(野田優也, 1984년 7월 13일 - )
- 마츠모토 코타(松本幸大, 1989년 1월 13일 - )
- 이케다 유(池田優, 1990년 3월 31일 - )